# Mionandra
Mionandra es un género con dos especies de plantas con flores  perteneciente a la familia Malpighiaceae. Es originario de Sudamérica. El género fue descrito por  August Heinrich Rudolf Grisebach  y publicado en Abhandlungen der Königlichen Gesellschaft der Wissenschaften zu Göttingen  19: 102, en el año 1874.  Su especie tipo es Mionandra camareoides Griseb..

## Especies
- Mionandra argentea Griseb.
- Mionandra camareoides 	Griseb.